# Leica M9
Leica M9 — цифровой дальномерный фотоаппарат «Лейка» с байонетом Leica M, первый дальномерный цифровой фотоаппарат с полнокадровым сенсором. Самый компактный цифровой системный фотоаппарат с сенсором формата 36 × 24 мм на момент выпуска. Является дальнейшим развитием Leica M8. Производится на фабрике компании Leica Camera AG в Зольмсе, Германия.
Представлен 9 сентября 2009 года и с этого же числа поступил в продажу в Великобритании. Рекомендуемая стоимость — 4850 фунтов стерлингов, включая НДС. В июне 2011 года появилась модернизированная модель Leica M9-P.
В сентябре 2012 года компания объявила о смене обозначений дальномерных фотоаппаратов серии M, в связи с чем на смену фотоаппарата Leica M9-P был представлен почти не отличающийся от него Leica M-E Typ 220.

## Отличия от Leica M8
Ключевым отличием Leica M9 от модели M8 и её модификации M8.2 является новая матрица, производимая компанией «Кодак». Матрица имеет размеры 36 × 24 мм — такие же, как у стандартного малоформатного плёночного кадра, что позволяет использовать всю линейку объективов Leica M без пересчёта фокусного расстояния. При этом размер светочувствительного элемента остался таким же, как у M8, — 6,8 мкм, а разрешение сенсора увеличилось пропорционально его площади с 10 до 18 млн пикселей.
Ещё одна особенность матрицы — новый фильтр инфракрасного и ультрафиолетового излучения, благодаря которому не требуется установки защитного UV-фильтра на объектив.
Увеличение разрешения, а следовательно, размера получаемых файлов, привело к уменьшению количества снимков в серии: если M8 может делать до 10 кадров подряд, то M9 — не более 8.

## Специальные серии

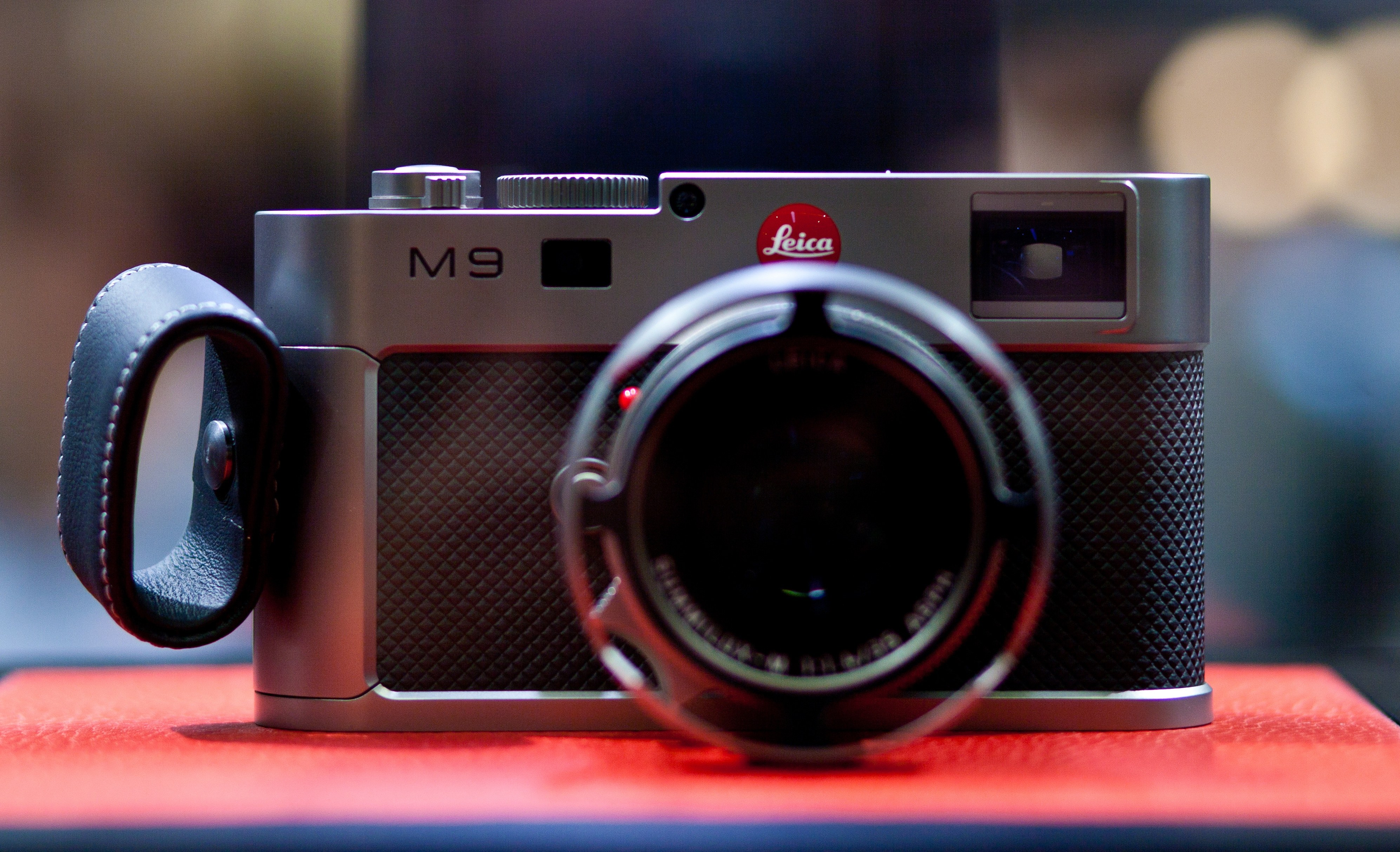
Leica M9 Titanium

### Leica M9 Titanium
Специальная версия M9 Titanium создана автомобильным дизайнером Вальтером де Сильвой. Представленная 21 сентября 2010 года модель выпущена ограниченным тиражом 500 экземпляров. В продаже с конца ноября, рекомендуемая цена — 19 800 фунтов стерлингов с НДС.
Фотоаппарат комплектуется объективом Summilux-M 35mm f/1.4 ASPH со специально спроектированной блендой. Кроме того, в комплект входит кожаная петля для пальцев правой руки.

### Leica M9 Neiman Marcus Edition

Leica M9 Neiman Marcus

Ограниченная серия тиражом 50 экземпляров была представлена в октябре 2010 года и предназначалась для распространения только через знаменитый рождественский каталог Неймана Маркуса «Кристмас бук» (Christmas Book). Модель выполнена в серебристом цвете и отделана страусиной кожей и оснащена объективом Summicron-M 35mm f/2.0 ASPH, тоже серебристого цвета. ЖК-дисплей защищён сапфировым стеклом. В комплекте — полная версия Adobe Photoshop Lightroom и персональное письмо от главы «Лейки» Альфреда Шопфа.
Серия распространялась только в США.

## Leica M9-P

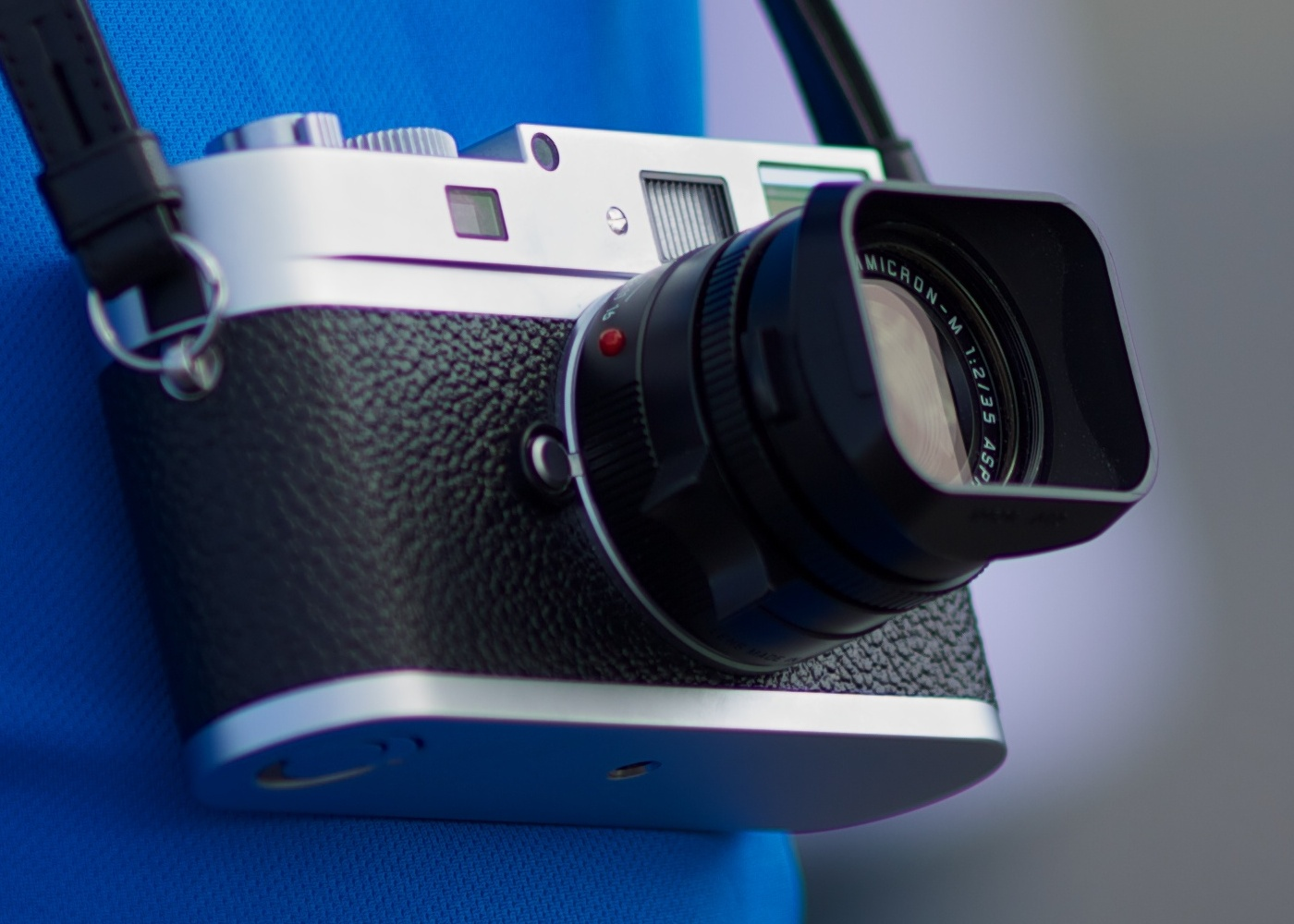
Leica M9-P

21 июня 2011 года была представлена модификация Leica M9-P. Основное отличие — сапфировое стекло, закрывающее ЖК-дисплей, подобное используемому в модели Leica M8.2, но при этом обладающее улучшенным антибликовым покрытием.
Внешне модифицированную модель можно отличить по логотипу «Leica», выгравированному на верхней панели, а также отсутствию логотипа «M9» и эмблемы компании в виде красного круга на передней панели. Как и основная модель, Leica M9-P предлагается в двух вариантах оформления: чёрном и серебристом. Рекомендуемая стоимость в Великобритании составляет 5395 фунтов стерлингов (включая НДС), в США — 7995 долларов..

## Leica M Monochrom

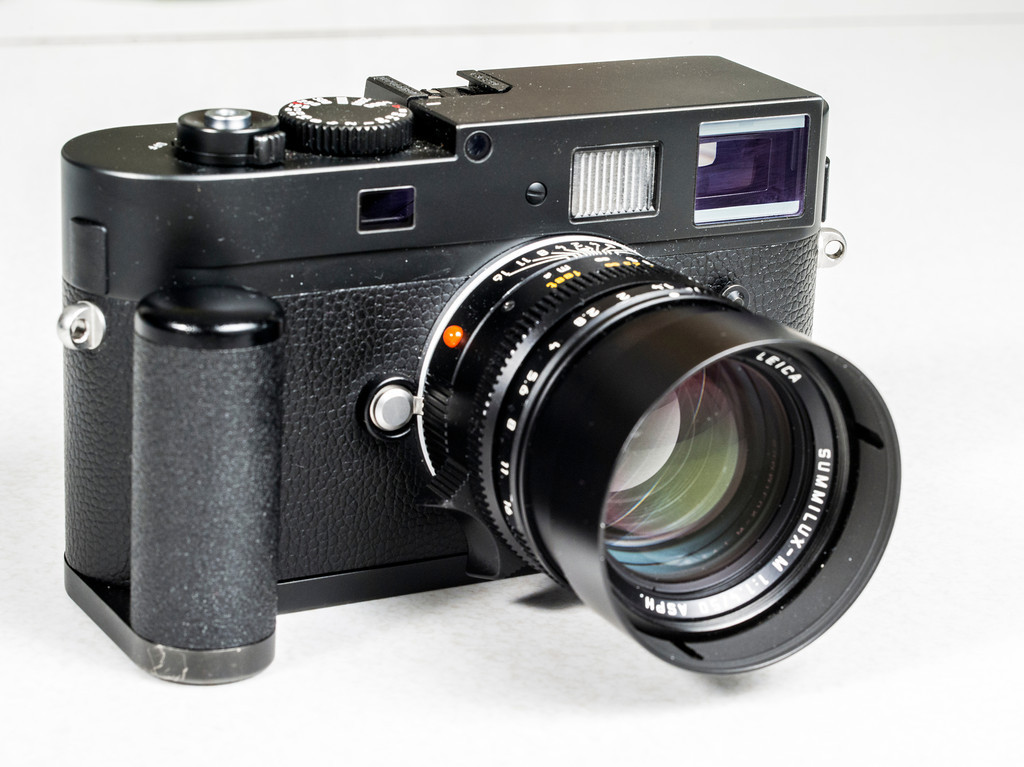
Leica M Monochrom

10 мая 2012 года был выпущен фотоаппарат Leica M Monochrom, отличающийся от Leica M9-P отсутствием цветных фильтров перед матрицей, то есть, он способен делать исключительно чёрно-белые снимки. Благодаря отсутствию цветных фильтров эффективная чувствительность выросла по сравнению с M9-P и достигает 10000 ISO.
Фотоаппарат выпускается только с корпусом чёрного цвета; никаких надписей и эмблем нет ни спереди, ни на верхней панели.
Объявленная стоимость — 6120 фунтов стерлингов (включая НДС) в Великобритании и 7950 долларов в США.

## Leica M-E Typ 220

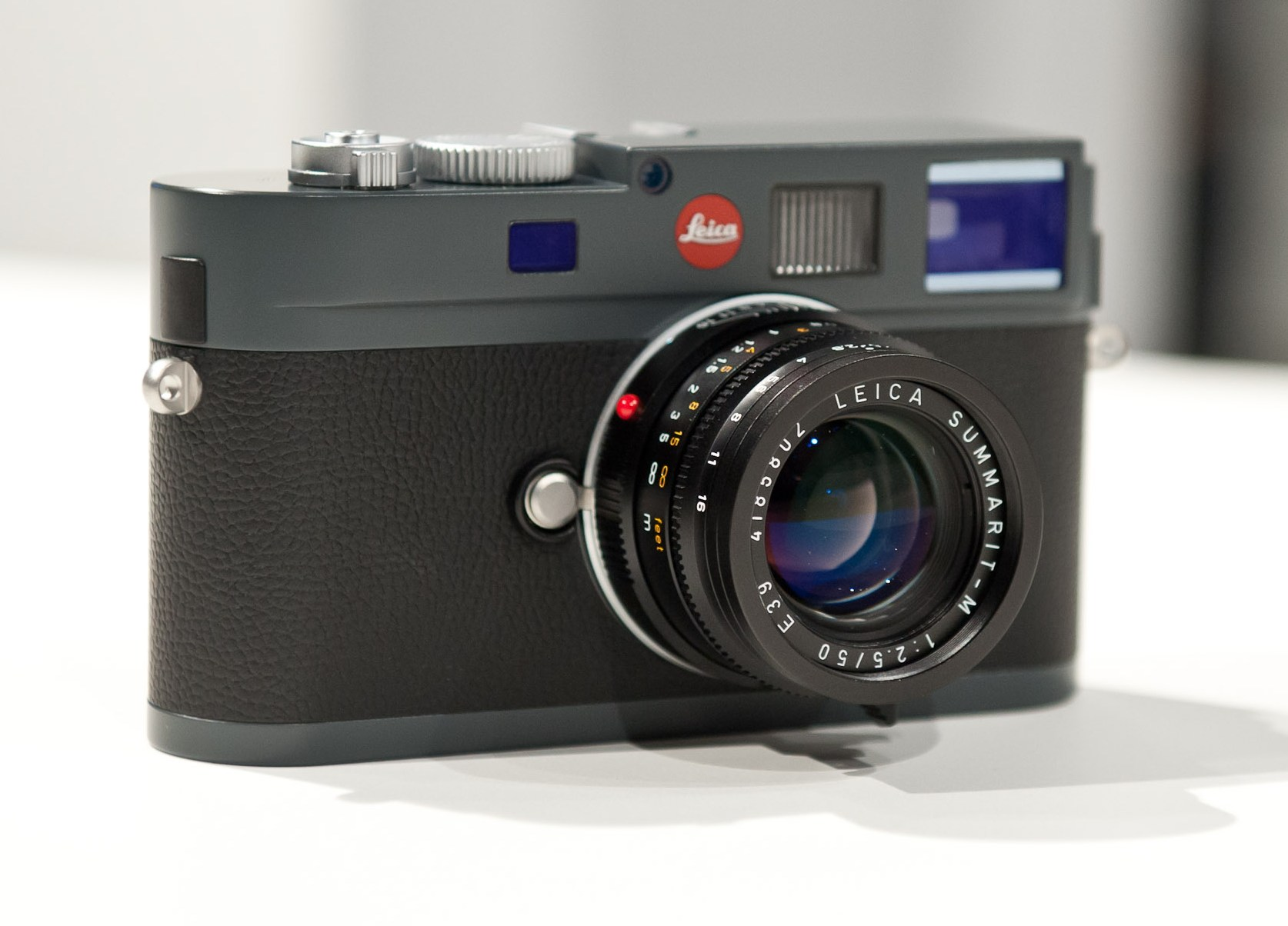
Leica M-E Typ 220

В связи с выпуском новой модели, Leica M Typ 240, была произведена реорганизация в названиях, и 17 сентября 2012 года Leica M9-P предстала под названием Leica M-E Typ 220 и с существенно сниженной ценой — 5450 долларов в США и 3900 фунтов стерлингов в Великобритании. Единственное функциональное отличие новой модели — отсутствие USB-разъёма.

## Награды
Leica M9 стал лауреатом премии TIPA (Technical Image Press Association) 2010 года в номинации «Best Prestige Camera», а Leica M9-P — лауреатом TIPA-2012 в номинации «Best Premium Camera».